# 塞米巴拉金斯克基地
塞米巴拉金斯克基地（STS或Semipalatinsk-21），曾是前苏联一处主要的核武器试验基地。位于哈薩克共和國（时为哈萨克苏维埃社会主义共和国）东北部的干草原，及额尔齐斯河南部河谷地带。基地的主要科研建筑坐落在塞米巴拉金斯克（现名塞米伊）以西约150 km（93 mi）里处，近阿拜州和巴甫洛達爾州交界处。核试验则主要在基地的南部和西部靠近加拉干達州的广大区域内进行。

## 历史

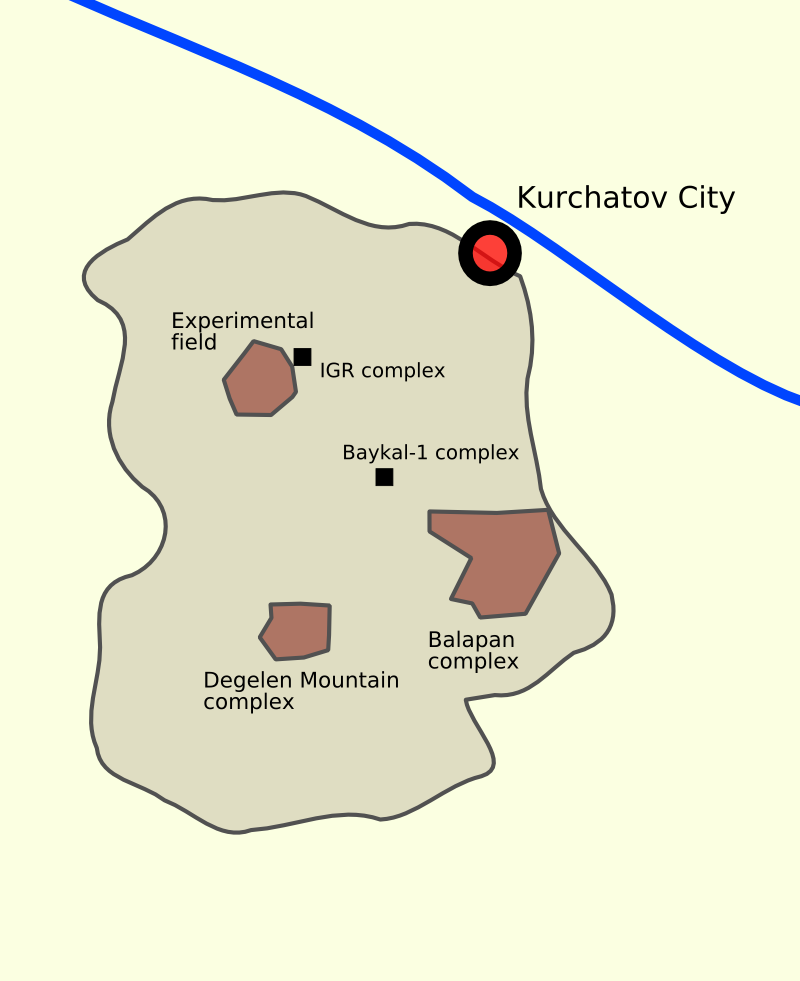
基地主要的设施分布示意圖

1947年，时任苏联原子弹计划首脑的拉夫连季·帕夫洛维奇·贝利亚选择此处作为原子弹试验场。
1949年8月29日，苏联第一颗原子弹RDS-1在此基地内的试验场试爆成功。

## 核试验场的关闭
关于该核试验场的信息首次公开是在当时苏联实行“自由主义”改革中的“公开性”政策期间。此前，就连哈萨克斯坦共产党第一书记都没有机会访问该试验场或干预其事务。根据哈萨克斯坦首任总统努尔苏丹·纳扎尔巴耶夫的回忆（当时他是哈萨克苏维埃社会主义共和国政府主席），在切尔诺贝利核事故发生几个月后，莫斯科下达命令，要求扩大塞米巴拉金斯克核试验场的范围，将塔尔迪库尔甘地区的部分土地并入。纳扎尔巴耶夫拒绝签署该文件，并召集塔尔迪库尔甘地区执行委员会主席塞伊尔别克·绍马哈诺夫前往阿拉木图，指示他散布有关核试验场扩建的谣言，并组织一场由“意外聚集”的群众发起的抗议活动。塞米巴拉金斯克共产党第一书记凯希里姆·博兹塔耶夫也发挥了重要作用。他与哈萨克斯坦中央政府协调后，于1989年2月20日发电报给苏共中央，要求“指示有关部门暂时暂停或大幅减少核爆炸的频率和威力，并将核试验转移到其他更合适的地方”。与此同时，哈萨克斯坦国家安全委员会向莫斯科报告，表示该地区的抗议情绪日益高涨，可能会出现类似1986年阿拉木图事件的骚乱，但这次可能波及整个共和国。最终，苏联决定放弃扩建核试验场的计划。
1989年5月30日，纳扎尔巴耶夫在苏联最高苏维埃全体会议上发表讲话，特别提到了塞米巴拉金斯克核试验场：
我特别要谈谈自1949年起开始在大气进行爆炸的塞米巴拉金斯克核试验场。到现在为止，试验场周围的居民数量已经增加四倍。但军方仍然试图说服我们，核试验对人类健康是有益的。我们理解，这是出于国家目前的需要。但是，我们也必须进行深入的分析，了解核爆炸对环境的影响，并将这些信息告知公众。
1989年，哈萨克斯坦著名的社会活动家奥尔贾斯·苏雷门诺夫发起了“内华达—塞米巴拉金斯克”运动，联合了全球核试验的受害者。该运动在哈萨克斯坦阿拜区卡拉奥尔村举行的大规模集会尤其引起了广泛关注。
该核试验场最后一次核爆炸发生在1989年10月19日。
作为哈萨克斯坦总统的首个重大决定之一，纳扎尔巴耶夫宣布关闭塞米巴拉金斯克核试验场，随后哈萨克斯坦还完全放弃了世界第四大核武库。1991年8月29日，哈萨克斯坦苏维埃社会主义共和国政府正式关闭了该核试验场。当天，纳扎尔巴耶夫宣布召开特别会议讨论关闭核试验场的问题，且未征求苏联政府的同意。讨论从早上开始，直到晚上才结束。讨论结束时，一些地方议员和塞米巴拉金斯克地区负责人请求进行几次额外的核爆炸，以获得莫斯科非正式承诺的，对该地区的经济补偿。最终，纳扎尔巴耶夫在会议上发表总结发言，表示自己承担起了责任，并已利用总统职权签署了关闭试验场的命令。